# Niue Airlines

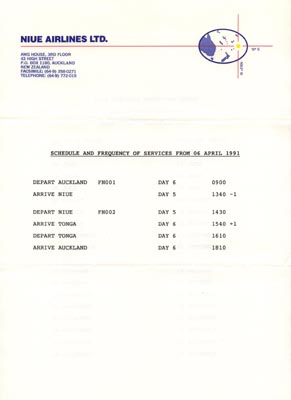
Flugplan der Niue Airline (1991)

Niue Airlines, in Eigendarstellung auch Niue Airline, war die einzige Fluggesellschaft von Niue und stellte als solche eine wichtige Verbindung zur Außenwelt dar. Sie wurde 1990 gegründet und war zum Großteil in Besitz von Neuseeländern.

## Flugziele und Flotte
Niue Airlines verband den Flughafen Auckland, zwischenzeitlich via Tonga, mit dem Hanan International Airport auf Niue bis 1992. Zu Betriebsende 1992 fanden lediglich Flüge von und nach Pago Pago statt.
Zum Einsatz kam zwischen 1990 und 1992 von Air Nauru gemietete Boeing 737. Die Flüge von und nach Pago Pago wurden mit einer 9-sitzigen Beechcraft King Air durchgeführt.

## Trivia
Die Uniformen der Crew wurden von der niederländisch-neuseeländischen Modedesignerin Doris de Pont entworfen.